# Благодатненська селищна рада
Благода́тненська се́лищна ра́да — адміністративно-територіальна одиниця та орган місцевого самоврядування в Волноваському районі Донецької області. Адміністративний центр — селище міського типу Благодатне.

## Загальні відомості
- Населення ради: 1 832 особи (станом на 2001 рік)

## Населені пункти
Селищній раді підпорядковані населені пункти:
- смт Благодатне
- смт Графське

## Склад ради
Рада складається з 16 депутатів та голови.
- Голова ради: Жамбровський Сергій Михайлович
- Секретар ради: Пономаренко Наталя Дмитрівна

### Керівний склад попередніх скликань
| Прізвище, ім'я, по батькові    | Основні відомості                                                        | Дата обрання | Дата звільнення |
| ------------------------------ | ------------------------------------------------------------------------ | ------------ | --------------- |
| Жамбровський Сергій Михайлович | Селищний голова, 1958 року народження, безпартійний                      | 26.03.2006   | 31.10.2010      |
| Жамбровський Сергій Михайлович | Селищний голова, 1968 року народження, освіта вища, член Партії регіонів | 31.10.2010   |                 |

Примітка: таблиця складена за даними сайту Верховної Ради України

### Депутати
За результатами місцевих виборів 2010 року депутатами ради стали:

#### За суб'єктами висування
| Суб'єкт висування | Кількість обраних депутатів | %  |
| ----------------- | --------------------------- | -- |
| Партія регіонів   | 12                          | 75 |
| Самовисування     | 4                           | 25 |

#### За округами
| № округу        | Прізвище, ім'я, по батькові       | Дата визнання обраним | Освіта             | Партійна приналежність | Відомості про обраного депутата                                   |
| --------------- | --------------------------------- | --------------------- | ------------------ | ---------------------- | ----------------------------------------------------------------- |
| Партія регіонів |                                   |                       |                    |                        |                                                                   |
| 2               | Самойленко Сергій Іванович        | 01.11.2010            | вища               | член Партії регіонів   | відділення Благодатненське АОЗТ « Екопрод А. Т.», механік         |
| 3               | Ємельянов Віталій Петрович        | 01.11.2010            | середня спеціальна | позапартійний          | пенсіонер                                                         |
| 4               | Мінакова Любов Іванівна           | 01.11.2010            | вища               | член Партії регіонів   | ВАТ ВАОК, інженер                                                 |
| 6               | Коваленко Неля Володимирівна      | 01.11.2010            | вища               | член Партії регіонів   | Благодатненська селищна рада, землевпорядник                      |
| 8               | Квасник Михайло Михайлович        | 01.11.2010            | вища               | позапартійний          | приватний підприємець                                             |
| 9               | Пономаренко Наталія Дмитрівна     | 01.11.2010            | середня спеціальна | член Партії регіонів   | Благодатненська селищна рада, секретар                            |
| 10              | Цибульник Олександр Володимирович | 01.11.2010            | середня            | позапартійний          | пенсіонер                                                         |
| 11              | Овсієнко Сергій Миколайович       | 01.11.2010            | вища               | позапартійний          | відділення Благодатненське АОЗТ «Екопрод А. Т.», агроном          |
| 12              | Самофалов Григорій Єгорович       | 01.11.2010            | середня            | позапартійний          | Екопрод, водій                                                    |
| 13              | Васильченко Лариса Володимирівна  | 01.11.2010            | середня спеціальна | член Партії регіонів   | фельдшерсько-акушерський пункт смт Комсомольський, медична сестра |
| 15              | Салогуб Надія Петрівна            | 01.11.2010            | вища               | позапартійна           | Великоанадольський лісовий коледж, головний бухгалтер             |
| 16              | Гришин Іван Степанович            | 01.11.2010            | вища               | член Партії регіонів   | Великоанадольський лісовий коледж, викладач                       |
| Самовисування   |                                   |                       |                    |                        |                                                                   |
| 1               | Шебалкова Наталя Леонідівна       | 01.11.2010            | вища               | позапартійна           | Благодатненська селищна рада, інспектор                           |
| 5               | Соловей Сергій Вікторович         | 01.11.2010            | середня            | позапартійний          | шахта «Південнодонбасівська № 1», прохідник                       |
| 7               | Сіднева Ольга Олександрівна       | 01.11.2010            | вища               | позапартійна           | ДКП «Володимирівське домоуправління», головний бухгалтер          |
| 14              | Кошениць Олена Олександрівна      | 01.11.2010            | вища               | позапартійна           | Великоанадольський музей лісу, завідувачка                        |